# Teckningstävling
Teckningstävling är en form av konstnärlig tävling där uppgiften är att framställa en teckning, ofta utifrån ett visst givet tema.

## Exempel på teckningstävlingar
I äldre tid arrangerades tävlingar i teckning (liksom i måleri) av olika konstakademier. Så gjorde exempelvis konstakademierna i Wien och Augsburg redan i mitten av 1700-talet.

### Svenska teckningstävlingar
Till Sveriges äldsta och långvarigaste teckningstävlingar hör den av Nationalmuseum arrangerade Unga tecknare. Tävlingen, som har avhållits åren 1938-1975, 1981 och från 1995 och framåt, är öppen för konstnärer upp till 35 års ålder och förstapriset utgörs av ett resestipendium.
Svenska Televerket arrangerade under 1970- och 1980-talen teckningstävlingar för skolbarn i årskurs 3 där de vinnande bilderna utgjorde omslagen till de lokala telefonkatalogerna.
Även TV-programmet Lilla Sportspegeln har blivit känt för sin teckningstävling.

## Teckningstävlingar i film och litteraturen
I den amerikanska stumfilmen A Boy of Flanders (1924) vinner en föräldralös pojke (Jackie Coogan) en lokal teckningstävling och blir tack vare detta adopterad av konstnären som utlyst tävlingen. Filmen bygger i sin tur på en brittisk roman med titeln A Dog of Flanders (1872) av Maria Louise Ramé (signaturen Ouida).